# Page McConnell
Page Samuel McConnell (født 17. maj 1963 i Philadelphia) var pianist, organist, og keyboard-spiller for gruppen Phish. Han blev medlem af gruppen i 1985, og spillede hans første koncert med gruppen den 3. maj af samme år.
McConnell tilbragte det sidste år på gymnasiet ved Lawrence Academy at Groton, i Massachusetts, og gik derefter på Southern Methodist University fra efteråret 1982 til foråret 1984. Derefter gik han på Goddard College fra efteråret 1984 til december 1987. Det var her han mødte sin lærer Karl Boyle, under hvem han skrev hans afhandling, "The Art Of Improvisation" (Improvisationens Kunst).
Page McConnell spiller et B3 Hammondorgel med en Leslie 112 højtaler, et Fender Rhodes keyboard, en Yamaha C7 "baby grand" klaver, en Hohner D12 Clavinet, en Moog Source, og en Yamaha polyfonisk synthesizer. Han spiller også ind imellem på en theremin.